# دلار تووالو
دلار تووالو (به انگلیسی: Tuvaluan dollar) یکای پول رایج در کشور تووالو است. از سال ۱۹۶۶ تا ۱۹۷۶، تووالو رسماً از دلار استرالیا استفاده کرد. در سال ۱۹۷۶ تووالو شروع به انتشار سکه‌های خود برای گردش کرد، هرچند که در کنار سکه‌های استرالیا گردش می‌کند و تووالو همچنان از اسکناس‌های استرالیایی استفاده می‌کند. دلار تووالوان، همانند رابطه کرون فارو با کرون دانمارک، ارز خارجی نیست، بلکه تنوع دلار استرالیا است. کد اصلی ارز بین‌المللی TVD است.